# Bremer Gesellschaft für Vorgeschichte
Die Bremer Gesellschaft für Vorgeschichte ist eine im Februar 1955 im Land Bremen gegründete Gesellschaft, die dort das Interesse an der Vorgeschichte und der Archäologie wecken und fördern möchte. Sie veranstaltet Vorträge und Exkursionen zu Ausstellungen, vorgeschichtlichen Denkmälern und Ausgrabungen. Auch fördert sie Publikationen zu den in ihrem Fokus befindlichen Themen, fachbezogene Forschungsvorhaben und wissenschaftliche Studien, zudem beteiligt sie sich an Ausstellungen. Auch die Unterstützung der Landesarchäologie Bremen ist ein Ziel der Bremer Gesellschaft. Dazu gehört auch die Beteiligung an der jährlichen Auslobung des Bremer Preises für Heimatforschung. 
Sie ist Mitglied in der Wittheit zu Bremen sowie im Nordwestdeutschen Verband für Altertumsforschung. 
Die Gesellschaft, deren Sitz sich in der Ottostraße 126 befindet, hatte Ende 2015 164 Mitglieder. Die beiden Vorstandsmitglieder waren im Jahr 2021 Dieter Bischop und Hartwig Elster.

## Belege
1. ↑  Protokoll der Jahreshauptversammlung der Bremer Gesellschaft für Vorgeschichte am 17.03.2016.